# Gruppi di Jimi Hendrix
Questa voce contiene l'elenco dei gruppi musicali di cui fece parte Jimi Hendrix, chitarrista statunitense.

## Gruppi

### The Rocking Kings (1959-1960)
- Jimmy Hendrix - basso
- Lester Exkano - batteria
- Walter Harris - sassofono
- Ulysses Health Junior - chitarra
- Web Lofton - sassofono
- James Woodberry - pianoforte, voce

### Thomas & The Tom Cats (1960-1962)
- Jimmy Hendrix - chitarra
- Lester Exkano - batteria
- Rolland Green - basso
- Web Lofton - sassofono
- James Thomas - voce
- Perry Thomas - pianoforte

### The Kings Kasuals (1962)
- Jimmy Hendrix - chitarra solista
- Billy Cox - basso
- Harry Batchelor - voce
- Buford Majors - sassofono
- Leonard Moses - chitarra
- Harold Nesbit - batteria

### Bobbie Taylor & The Vancouvers (1962)
- Bobby Taylor - voce principale
- Wes Henderson - chitarra
- Eddie Patterson - basso
- Robbie King - tastiere
- Ted Lewis - batteria
- Jimmy Hendrix - chitarra

### The Isley Brothers (1964)
- O'Kelly Isley, Jr. - voce
- Rudolph Isley - voce
- Ronald Isley - voce principale
- Jimmy Hendrix - chitarra, voce

### Curtis Knight & The Squires (1965)
- Curtis Knight - voce
- ................ - basso
- Jimmy Hendrix - chitarra

### Jimmy James and The Blue Flames (1966)
- Jimmy Hendrix "Jimmy James" - chitarra, voce
- Randy Wolfe "Randy California" - chitarra, voce
- Chas Matthews - basso

### The Jimi Hendrix Experience (1966-1969)
- Jimi Hendrix - voce, chitarra solista, chitarre
- Noel Redding - basso, cori, chitarra ritmica
- Mitch Mitchell - batteria, percussioni, cori

### Band of Gipsies ... Gipsy Sun and Rainbows (1969)
- Jimi Hendrix - voce, chitarra solista
- Billy Cox - basso, cori
- Mitch Mitchell - batteria
- Larry Lee - chitarra ritmica
- Jerry Velez - percussioni
- Juma Sultan - percussioni

### Band of Gypsys (1969-1970)
- Jimi Hendrix - voce, chitarra solista
- Billy Cox - basso, cori
- Buddy Miles - batteria

### The "Cry of Love" Band (1970)
- Jimi Hendrix - voce, chitarra solista
- Billy Cox - basso, cori
- Buddy Miles/Mitch Mitchell - batteria